# کیدرو (روستا)
کیدرو (روسی: Кидеро) یک روستا در روسیه است که در تسونتین از توابع داغستان واقع شده است.